# 斯特拉斯堡城站
斯特拉斯堡城站，简称斯特拉斯堡站，是法国的一个铁路车站，位于法國东北部城市，下莱茵省的省会斯特拉斯堡。斯特拉斯堡城站是该市最主要的铁路车站。
斯特拉斯堡是法国东北最大的边境城市，斯特拉斯堡城站也是连接德法两国之间的重要通道。

## 位置
斯特拉斯堡城站位于法国东北边境城市斯特拉斯堡，是法国东北地区重要的铁路枢纽之一。车站位于斯特拉斯堡老城区北部，呈东西走向，开口朝南。车站下方有有轨电车车站。

## 车站历史
斯特拉斯堡的第一座火車站修建於1841年 ，現在的斯特拉斯堡城站建築則修建於1878年至1883年期間。
二战期间，斯特拉斯堡被德国攻占，斯特拉斯堡城站由德国国营铁路公司经营，直到二战结束。
1956年，巴黎-斯特拉斯堡之间的铁路实现了全线电气化。上世纪六、七十年代时，斯特拉斯堡曾停靠多趟全欧快车及欧城列车，以及横穿整个欧洲的东方快车。
2004年，斯特拉斯堡站开行了第一趟TGV列车，途径米卢斯、贝桑松、里昂等地，终点为马赛圣夏尔站。
2006年，斯特拉斯堡站進行了大規模翻新，并新装了玻璃外墙，以迎接高铁（TGV）的大规模到来。
2007年，法国高速铁路东线一期工程正式通车，斯特拉斯堡与巴黎之间最短旅程时间由原来的5小时缩短至2小时20分钟。同时，原有巴黎和斯特拉斯堡之间的直达普速列车全部取消。
2016年，原有的"斯特拉斯堡—尼斯/波尔布"夜班列车（Intercités de nuits）和途径斯特拉斯堡的"布鲁塞尔—巴塞尔"欧城列车相继停运。

## 站名
“斯特拉斯堡城站”（Gare de Strasbourg-Ville）当中的"城"这一后缀主要是为了区分斯特拉斯堡市区内的其他火车站（主要为通勤车站）。但事实上，“城”这一后缀很少被使用。

## 本站可直达线路
| 斯特拉斯堡城站出发可直达的城市                                                                                            | |

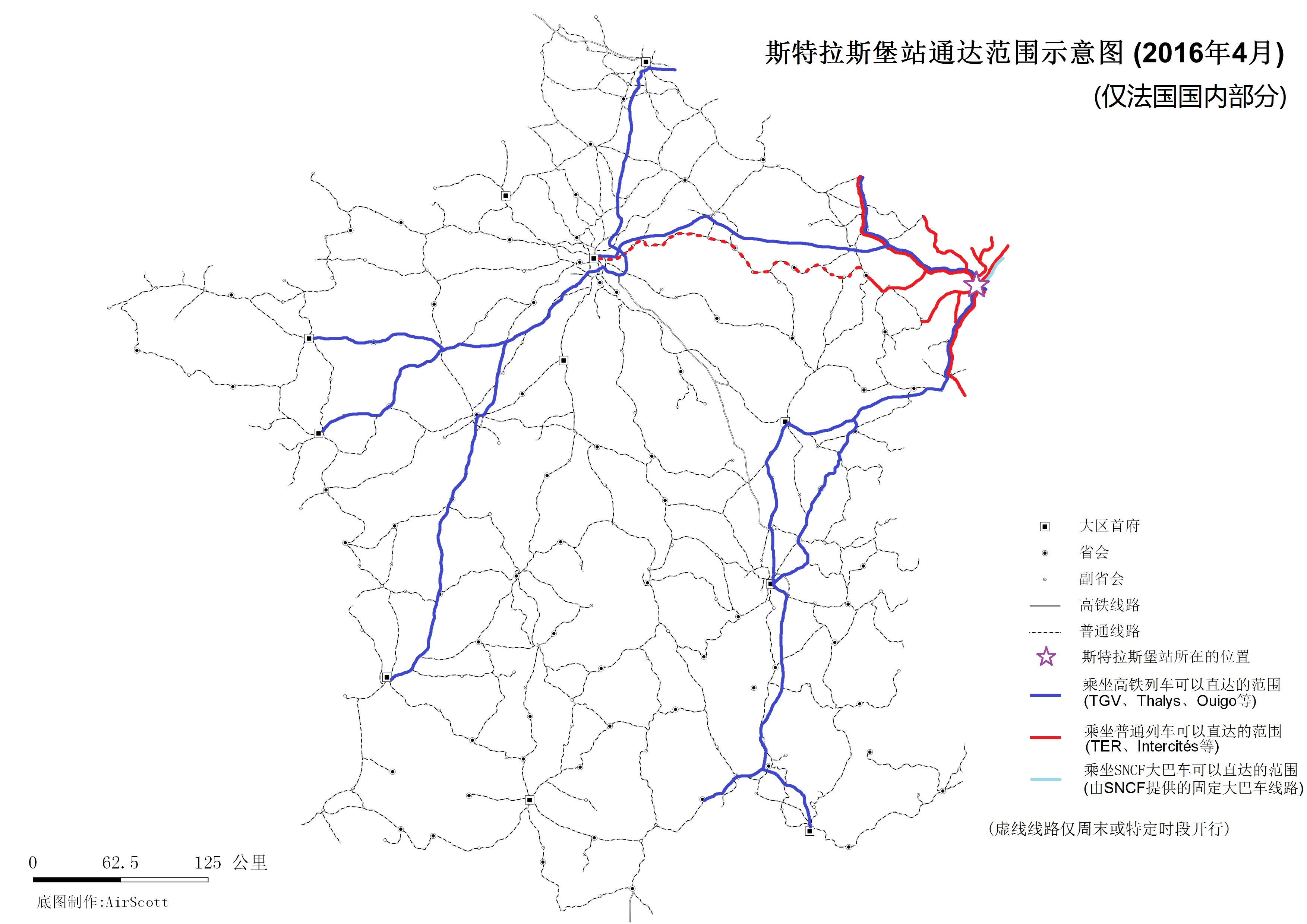
斯特拉斯堡站通达范围示意图 (2016年4月)

| - 为方便阅读，可到达的城市按照城市法语名的首字母顺序排序。 - 粗体字为法国省会城市，斜体字的城市仅周末或特定时段才能直达。 | |
| 目的地所在大区或国家 | 可以直达的目的地 |
| 法兰西岛 | 戴高乐机场、马恩拉瓦莱、马西、巴黎 |
| 大东部 | 阿夫里库尔、巴尔、贝内斯特罗夫、本费尔德、贝特尔曼、比沙伊姆、比绍夫赛姆、比什维莱尔、博尔维莱尔、布吕什堡、布吕马特、香槟-阿登TGV站、科尔马、大科尔鲁瓦、达克什泰因、丹巴克拉维尔、代特维莱尔、迪默林根、多尔利赛姆、德吕瑟奈姆、迪皮盖姆、迪特勒奈姆、艾绍芬、恩赛姆、埃普菲格、埃尔什泰因、富代、加姆赛姆、盖特维莱尔、戈克斯维莱尔、格雷斯维莱尔、贡德索芬、阿格诺、艾利根贝格、埃尔利赛姆、奥克费尔登、厄奈姆、厄尔特、英维莱尔、卡劳森、基尔什泰特、屈策努斯、拉旺策诺、洛泰堡、莱瑟、林戈尔赛姆、吕内维尔、吕策尔堡、吕策卢斯、马尔什昂法梅讷、梅尔茨维勒、梅斯、默兹TGV站、莫尔塞姆、莫默奈姆、莫朗日、莫泰恩、布吕什河畔米尔巴克、米卢斯、明绍森、蒙多尔赛姆、米齐格、南锡、尼德布龙莱班、奥伯莫登-楚岑多夫、奥贝奈、厄尔明根、法沃河畔普罗旺谢尔、拉沃、雷丹、赖什索芬、雷米伊、勒什沃格、罗珀奈姆、罗赛姆、罗托、鲁法克、吕斯、萨勒、圣布莱斯拉罗什、孚日圣迪耶、圣路易、萨尔堡、萨尔格米讷、萨韦尔讷、谢尔维莱尔、希尔梅克、莫代尔河畔什韦古斯、什温德拉蔡姆、塞莱斯塔、塞尔茨、塞瑟奈姆、苏尔茨苏福雷、什泰因堡、蒂永维尔、蒂芬巴克、文德奈姆、于尔马特、韦耶赛姆、莫代尔河畔温根、维尔维赛姆、维什、维桑堡 |
| 新阿基坦 | 昂古莱姆、波尔多、普瓦捷 |
| 勃艮第-弗朗什-孔泰 | 贝尔福-蒙贝利亚TGV站、贝桑松、索恩河畔沙隆、第戎、隆斯勒索涅、马孔 |
| 布列塔尼 | 雷恩 |
| 中央-卢瓦尔河谷 | 圣皮耶尔德科尔（靠近图尔） |
| 奥克西坦尼 | 蒙彼利埃、尼姆 |
| 上法兰西 | 里尔、上皮卡第TGV站 |
| 卢瓦尔河地区 | 昂热、拉瓦勒、勒芒、南特 |
| 普罗旺斯-阿尔卑斯-蓝色海岸                                                                                                | 普罗旺斯地区艾克斯、阿维尼翁、马赛 |
| 奥弗涅-罗讷-阿尔卑斯 | 布雷斯地区布尔格、里昂、瓦朗斯 |
| 德国 | 阿彭韦尔、巴登-巴登、法兰克福、凯尔、卡尔斯鲁厄、汉诺威、曼海姆、慕尼黑、奥芬堡、萨尔布吕肯、斯图加特、乌尔姆、维尔施泰特 |
| 比利时 | 布鲁塞尔 |
| 卢森堡 | 卢森堡 |
| 瑞士 | 巴塞尔 |
| （东欧国家） | 布列斯特、明斯克、莫斯科、奥尔沙、斯摩棱斯克、华沙 |
| 1. 2. 3. 4. | |

## 停靠线路
以下列车线路停靠斯特拉斯堡城站：
| 斯特拉斯堡站列车线路表        |                     |                            |                  |              |
| 线路                          | 车种                | 上一站                     | 下一站           | 大致运行频率 |
| 巴黎—斯特拉斯堡               | TGV                 | 巴黎东/默兹TGV             | （终点）         | 每天7趟左右  |
| 巴黎—斯特拉斯堡               | TGV                 | 萨韦尔讷                   | （终点）         | 每天1~2趟    |
| 巴黎—科尔马                   | TGV                 | 巴黎东                     | 塞莱斯塔/科尔马  | 每天4趟左右  |
| 巴黎—斯图加特                 | TGV                 | 巴黎东                     | 卡尔斯鲁厄       | 每天3趟左右  |
| 布鲁塞尔/里尔—斯特拉斯堡      | TGV                 | 洛林TGV                    | （终点）         | 每天2趟左右  |
| 戴高乐机场—斯特拉斯堡         | TGV                 | 洛林TGV                    | （终点）         | 每天3趟左右  |
| 南特/雷恩—斯特拉斯堡          | TGV                 | 洛林TGV                    | （终点）         | 每天3趟左右  |
| 波尔多—斯特拉斯堡             | TGV                 | 洛林TGV                    | （终点）         | 每天4趟左右  |
| 梅斯/斯特拉斯堡—里昂/马赛     | TGV                 | 梅斯/（起点）              | 科尔马/米卢斯    | 每天5趟左右  |
| 卢森堡/斯特拉斯堡—蒙彼利埃    | TGV                 | 梅斯/（起点）              | 科尔马/米卢斯    | 每天2趟左右  |
| 巴黎—斯特拉斯堡               | INTERCITÉS 100% éco | 南锡                       | （终点）         | 每周2趟左右  |
| 巴黎—莫斯科                   | Eurocity            | 巴黎东                     | 曼海姆           | 每周3趟左右  |
| 巴黎—慕尼黑                   | Eurocity            | 巴黎东                     | 卡尔斯鲁厄       | 每周3趟左右  |
| 斯特拉斯堡—阿格诺/维桑堡      | 法国大区列车        | （起点）                   | 蒙多尔赛姆       | 每天6趟左右  |
| 斯特拉斯堡—勒什沃格/沃特堡    | 法国大区列车        | （起点）                   | 比沙伊姆         | 每天8趟左右  |
| 斯特拉斯堡—尼德布龙           | 法国大区列车        | （起点）                   | 比沙伊姆         | 每天5趟左右  |
| 萨尔布吕肯—斯特拉斯堡         | 法国大区列车        | 莫默奈姆                   | （终点）         | 每天5趟左右  |
| 萨尔格米讷—斯特拉斯堡         | 法国大区列车        | 莫默奈姆                   | （终点）         | 每天5趟左右  |
| （各地）/斯特拉斯堡—克里默里  | 法国大区列车        | （各地）/（起点）          | 克里默里         | 每天1~2趟    |
| 萨韦尔讷—斯特拉斯堡           | 法国大区列车        | 斯特凡斯费尔德             | （终点）         | 每天5趟左右  |
| 梅斯—斯特拉斯堡               | 法国大区列车        | 萨韦尔讷/布吕马特          | （终点）         | 每天5趟左右  |
| 南锡—斯特拉斯堡               | 法国大区列车        | 萨韦尔讷/布吕马特          | （终点）         | 每天7趟左右  |
| 南锡/斯特拉斯堡—米卢斯/巴塞尔 | 法国大区列车        | 萨韦尔讷/布吕马特/（起点） | 塞莱斯塔         | 每天14趟左右 |
| 斯特拉斯堡—科尔马             | 法国大区列车        | （起点）                   | 盖斯波尔赛姆     | 每天6趟左右  |
| 斯特拉斯堡—奥芬堡             | 法国大区列车        | （起点）                   | 斯特拉斯堡勒蒂格 | 每天8趟左右  |
| 巴尔—斯特拉斯堡               | 法国大区列车        | 斯特拉斯堡勒蒂格           | （终点）         | 每天5趟左右  |
| 罗托/莫尔塞姆—斯特拉斯堡      | 法国大区列车        | 恩赛姆                     | （终点）         | 每天8趟左右  |
| 萨勒—斯特拉斯堡               | 法国大区列车        | 莫尔塞姆/恩赛姆            | （终点）         | 每天4趟左右  |
| 圣迪耶—斯特拉斯堡             | 法国大区列车        | 恩赛姆                     | （终点）         | 每天6趟左右  |
| 斯特拉斯堡—塞莱斯塔           | 法国大区列车        | （起点）                   | 格拉芬什塔登     | 每天6趟左右  |
| 1. 2.                         |                     |                            |                  |              |

## 配套交通

### 城际长途客车
由于斯特拉斯堡城站前方道路宽度有限，因此欧洲各主要长途客运公司（Eurolines、Flixbus、Isilines、Megabus、Ouibus）在斯特拉斯堡设立的站点均位于市区南部的星星广场附近，从斯特拉斯堡城站乘坐有轨电车A线和D线可以直达。而下莱茵省政府下属的省内城际客运线路的上下车地点则主要位于斯塔拉斯堡城站东北处的"斯特拉斯堡大堂汽车站"（Gare routière de Strasbourg des Halles）内，步行大约400米即可到达。此外，当某条铁路线施工或罢工时，SNCF也会提供途径该线路沿途站点的大巴车。

### 市内交通
| 斯特拉斯堡城站附近的市内公共交通线路 |                          |                                                 |
| 公交车站名称                         | 位置                     | 停靠线路                                        |
| Gare Centrale                        | 斯特拉斯堡城站地下       | 斯特拉斯堡有轨电车A线和D线                      |
| Gare Centrale                        | 斯特拉斯堡城站的站前广场 | 斯特拉斯堡大容量公交车（BRT）G线、公交2路和10路 |
| Gare Centrale                        | 斯特拉斯堡城站东北侧     | 斯特拉斯堡有轨电车C线                           |
| 1.                                   |                          |                                                 |

## 临近车站
| 斯特拉斯堡城站（Gare de Strasbourg-Ville）                                         |                                       |                       |
| 上行车站                                                                           | 线路                                  | 下行车站              |
| 斯特凡斯费尔德←旺登海姆站⇐蒙多尔赛姆站⇐                                            | 巴黎－斯特拉斯堡铁路                  | （终点）              |
| 洛林TGV站←（联络线）←旺登海姆站⇐蒙多尔赛姆站⇐                                      | 法国高速铁路东线 文德奈姆－维桑堡铁路 | （终点）              |
| 厄尔特站←旺登海姆站⇐蒙多尔赛姆站⇐                                                  | 法国高速铁路东线 文德奈姆－维桑堡铁路 | （终点）              |
| （起点）                                                                           | 斯特拉斯堡－洛泰堡铁路                | →比沙伊姆站           |
| （起点）                                                                           | 斯特拉斯堡－圣迪耶铁路                | →斯特拉斯堡勒蒂格站   |
| （起点）                                                                           | 斯特拉斯堡－莱茵河港铁路              | →斯特拉斯堡克里梅里站 |
| （起点）                                                                           | 斯特拉斯堡－圣路易铁路                | →格拉芬什塔登站       |
| - 注："⇐"或"⇒"为共线路段；灰色字体为非本线车站或路段。本表仅显示运营中的线路及车站 |                                       |                       |

### 相关词条
- 法国铁路车站列表
- 星星广场